# Netravati
Le fleuve Netravati est un cours d'eau indien qui coule dans l'Etat du Karnataka, au sud-ouest du pays. Il se joint au Kumaradhara (en) juste avant de se jeter dans la Mer d'Arabie.